# Бронксский зоопарк
Бро́нксский зоопа́рк (англ. Bronx Zoo) — зоопарк, расположенный в Бронксском парке города Нью-Йорка, к югу от Нью-Йоркского ботанического сада. Это самый большой городской зоопарк в США, занимающий 1,07 км².
Зоопарк был основан 8 ноября 1899 года. В то время в нём содержалось 843 животных, сгруппированных по 22 экспозициям. Сегодня в зоопарке более 6000 животных, представляющих около 650 видов со всего мира, сорок из которых находятся на разных стадиях истребления. В 1941 году зоопарк стал первым в США, который перевёл животных из клеток на открытые пространства, имитирующие естественную среду.
Ежегодно зоопарк посещают два миллиона туристов. Управляется обществом охраны дикой природы.

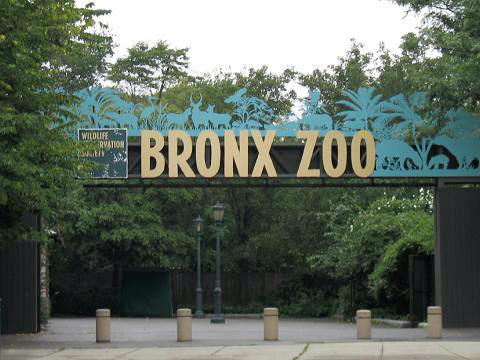
Центральный вход
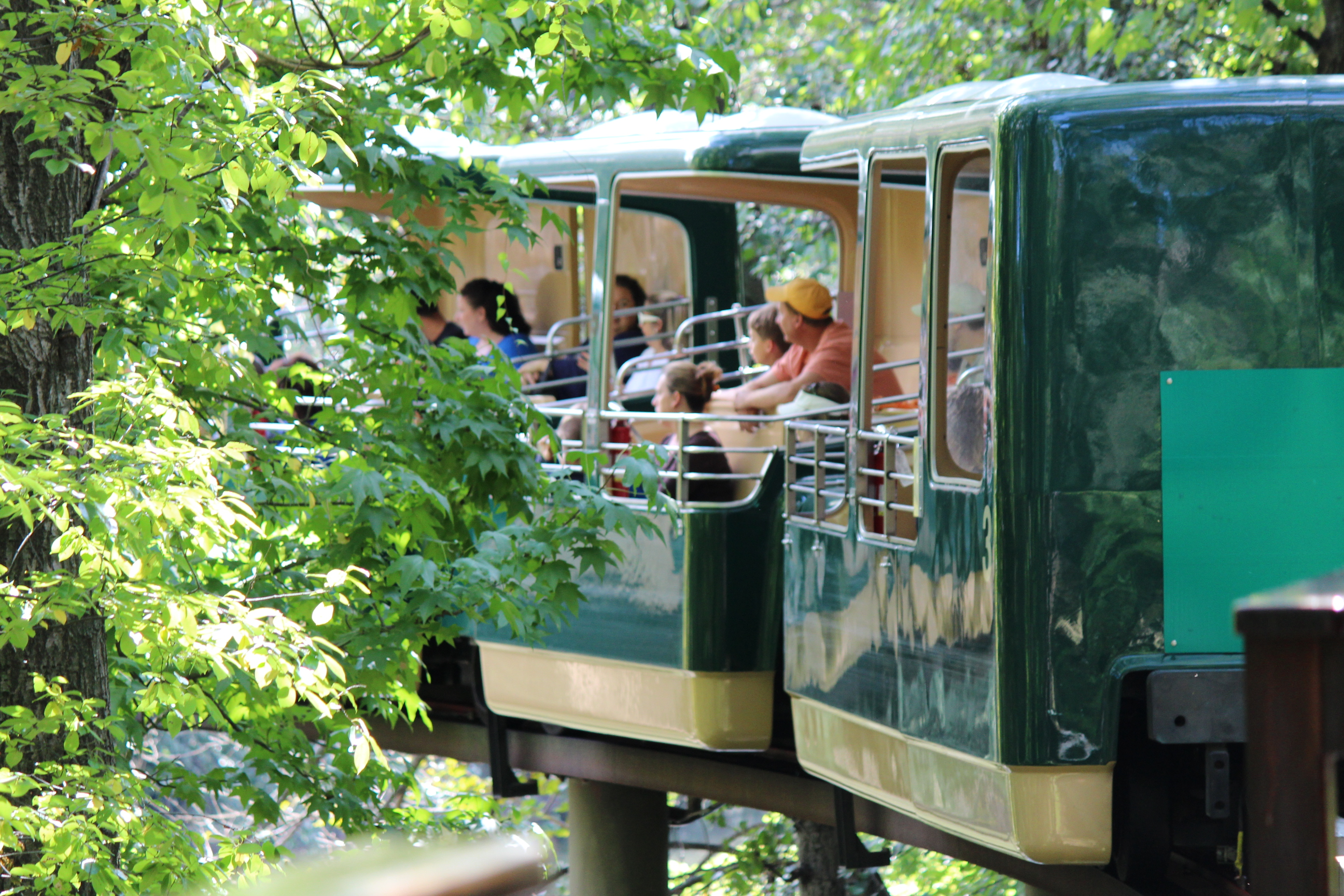
Монорельс над экспозицией дикой Азии
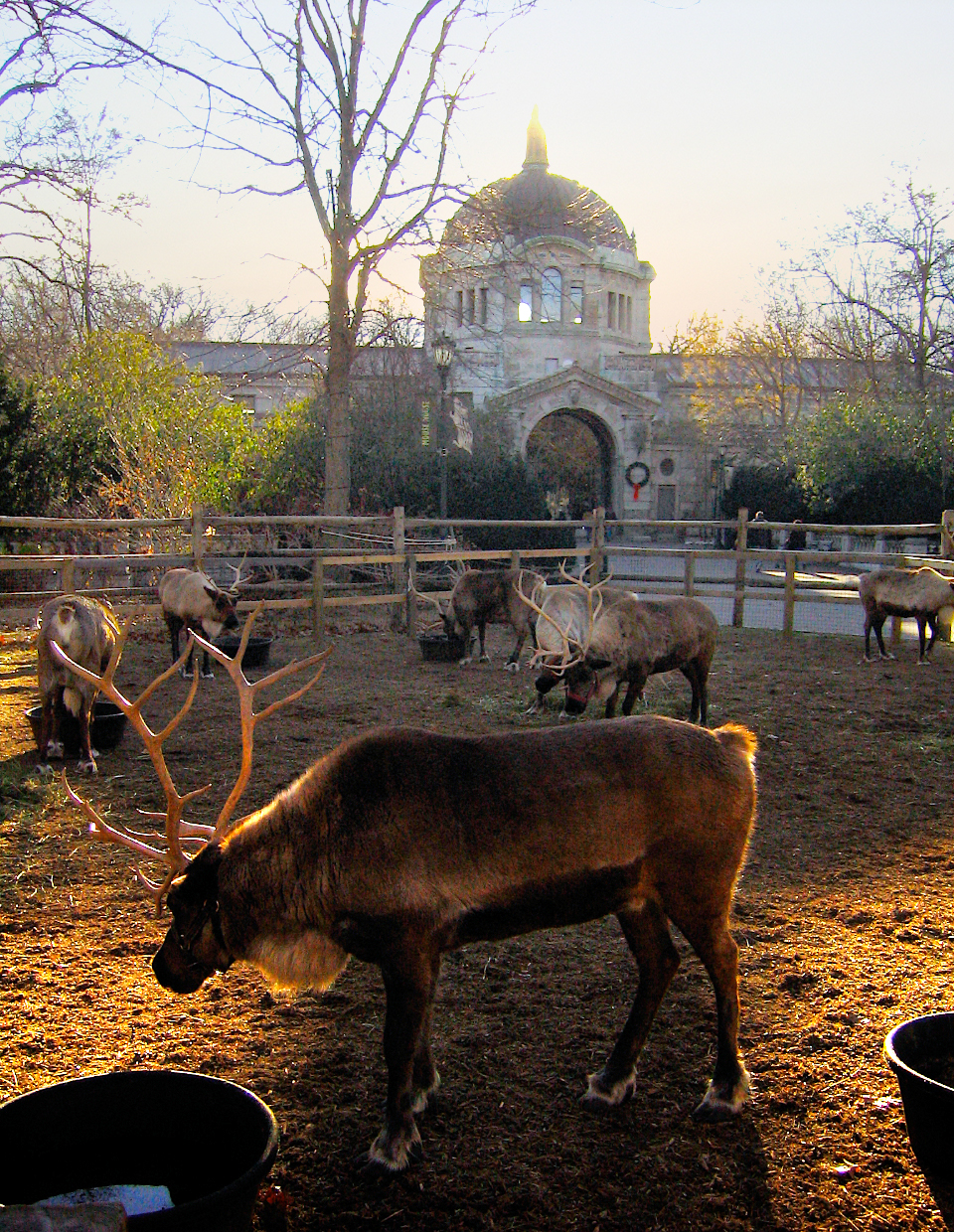
Северные олени. На заднем плане Зоологический центр

В 1963 году в этом зоопарке состоялась известная выставка «Самое опасное животное в мире».